# Carlos Valecillos
Carlos Eduardo Vallecillos Ramírez (c. 1990) es un ex-preso político venezolano detenido después de las elecciones presidenciiales de Venezuela de 2024. Estando recluido en la cárcel de Tocorón, oficialmente conocida como el Centro Penitenciario de Aragua, Valecillos desarrolló un episodio depresivo severo. El Comité por la Libertad de los Presos Políticos denunció la detención y exigió su liberación. El 3 de diciembre le escribió a su madre una carta de despedida en la que decía que ya no quería seguir viviendo al estar encarcelado siendo inocente, y en la madrugada del 8 de diciembre intentó suicidarse ahorcándose. Sus compañeros de celda consiguieron salvarlo. Fue hospitalizado por 17 días, pero después devuelto a su lugar de reclusión. Su familia exigió su liberación por razones humanitarias y denunció que recibió mala alimentación, estuvo aislado, y que no recibió la atención médica adecuada. Valecillos fue excarcelado el 2 de marzo de 2025 junto con Cristian Albornoz y de un total de 110 excarcelaciones de detenidos en el contexto poselectoral, con la medida cautelar de prohibición de ofrecer declaraciones a la prensa y con el riesgo de detener el proceso y volverlos a detener en el caso contrario.